# Storia di Roma (Mommsen)
La Storia di Roma (in tedesco: Römische Geschichte) è una trattazione storica composta da più volumi di Roma antica scritto da Theodor Mommsen (1817–1903). Originariamente pubblicato da Reimer & Hirsel, Lipsia, tre volumi apparsi tra il 1854 e il 1856, il lavoro affronta il periodo storico della Repubblica romana. Un quarto e successivo volume riguardava le province dell'impero romano. Recentemente è stato pubblicato un quinto libro sull'Impero, ricostruito sulla base di sue dispense. I primi tre volumi hanno avuto ampia eco dal momento stesso della loro pubblicazione. Ancora studiato e citato, è il più noto lavoro del pur prolifico autore, tanto che fu espressamente citato nella motivazione per il Nobel per la letteratura attribuito a Mommsen nel 1902.

## Genesi

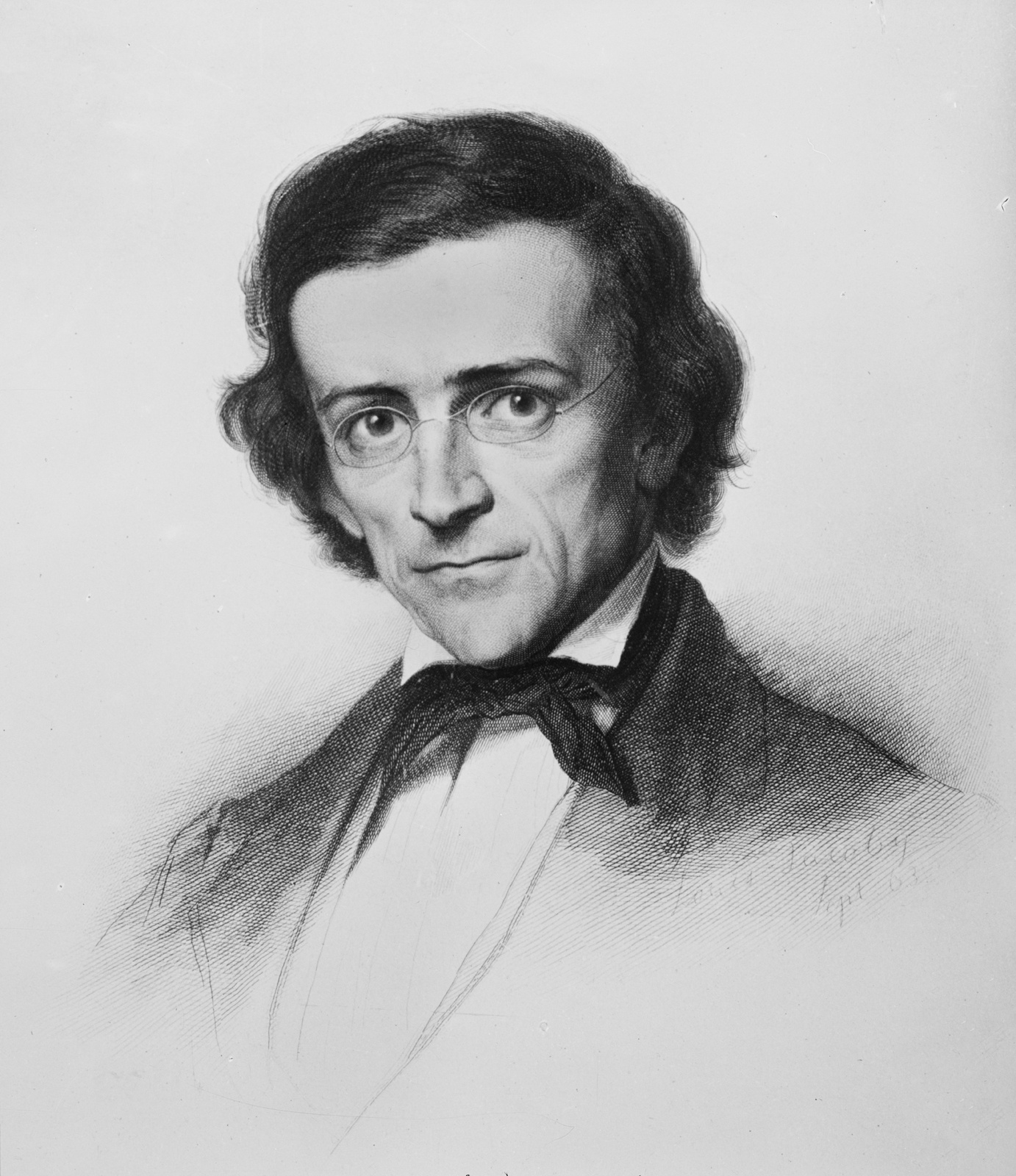
Theodor Mommsen nel 1863

Mommsen inizia a scrivere la sua Storia in seguito ai suoi primi studi su Roma antica. In effetti non aveva progettato di scrivere un libro di tale portata, ma l'occasione gli si presentò nel 1850, mentre insegnava all'Università di Lipsia, dove il trentaduenne Mommsen aveva una cattedra di Diritto. "Invitato a tenere una conferenza pubblica, presentai uno studio sui Gracchi. Reimer e Hirzel, gli editori, erano presenti, e due giorni dopo mi chiesero di scrivere la Storia di Roma per la loro casa editrice." Licenziato dall'Università per le sue supposte attività rivoluzionarie, Mommsen avrebbe accettato la proposta editoriale "in parte per il mio sostentamento, e in parte perché mi appassionava".
Gli editori precisarono che il trattato si sarebbe dovuto concentrare sugli eventi e le circostanze, evitando una trattazione scolastica. Karl Reimer e Solomon Hirzel desideravano certamente un lavoro accademico di tutto rispetto, adatto alle loro ben note pubblicazioni storiche, ma volevano anche che avesse un adeguato taglio letterario per soddisfare la parte più colta dei propri lettori. Come studioso Mommsen era parte attiva negli ultimi progressi fatti nello studio degli antichi romani. Inoltre Mommsen aveva avuto anche una certa esperienza come giornalista. Di certo aveva le potenzialità per diventare un autore accademico popolare.
"È giunto il momento per un lavoro di questo genere", scrisse Mommsen ad un altro ricercatore con cui collaborava nello studio dell'antica Roma; "È più che mai necessario presentare ad un pubblico più ampio i risultati delle nostre ricerche".

## Pubblicazione
In origine l'opera fu concepita come composta da cinque volumi, che avrebbero dovuto coprire la storia romana, dai suoi inizi fino all'imperatore Diocleziano (284–305). I primi tre volumi, che coprono il periodo dall'origine di Roma, attraverso la caduta della Repubblica, fino alle riforme di Giulio Cesare, sono stati pubblicati nel 1854, 1855 e il 1856, con il titolo Storia di Roma (Römische Geschichte).
I tre volumi della Storia di Mommsen divennero subito molto popolari. Il loro successo fu immediato, anche grazie all'innovativa prosa vigorosa e vitale, piena di dettagli che però non facevano perdere il quadro generale, quasi mai utilizzata prima per scritti di questo genere. L'opera ebbe così successo in Germania, che se ne pubblicarono otto edizioni con il Mommsen ancora in vita, più una pubblicata postuma.
Un quarto volume, programmato per coprire la prima parte dell'Impero romano, occupò l'attività di ricerca, scrittura e redazione di Mommsen per molti anni. Dopo ripetuti ritardi il progetto di questo quarto volume fu abbandonato, o almeno non fu portato a termine. Nel 1885 apparve una descrizione delle province romane nel periodo imperiale come quinto volume della sua Storia di Roma  (Le province dell'impero romano da Cesare a Diocleziano), sebbene non esistesse un quarto volume.
Mommsen non scrisse mai una continuazione della sua storia romana che comprendesse le vicende del periodo imperiale, ma alcune note prese durante le sue lezioni sull'impero romano, fortunosamente ritrovate nel 1980, sono state pubblicate nel 1992, e tradotte in varie lingue, tra cui l'italiano.

## Edizioni italiane
- Storia di Roma antica, Nuova traduzione italiana eseguita sull'ultima edizione tedesca da Luigi Di San Giusto, illustrata nei luoghi, nelle persone e nei monumenti a cura di Ettore Pais, 3 voll., Torino, Roux e Viarengo, 1903-05.
- Storia di Roma, curata e annotata da Antonio G. Quattrini, 8 voll., Roma, Aequa, 1936-39; poi Milano, Dall'Oglio, 1961-63. - L'impero di Roma, opera curata e annotata da Antonio G. Quattrini, 3 voll., Roma, Aequa, 1936; poi Milano, Dall'Oglio, 1963; Milano, Il Saggiatore, 2016, ISBN 978-88-428-2267-7.
- Storia di Roma, traduzione di Silvano Bellu e Paolo Alberto Gironi, 2 voll., Milano, Armando Curcio Editore, 1964.
- Storia di Roma, 5 voll., Milano, Rusconi, 2017-19.